# Celonites latitarsis
Celonites latitarsis är en stekelart som beskrevs av Friedrich W. Gess 1992. Celonites latitarsis ingår i släktet Celonites och familjen Masaridae. Inga underarter finns listade.